# Atsushi Terui
Atsushi Terui (født 19. juli 1980) er en tidligere japansk fodboldspiller.
Han har spillet for flere forskellige klubber i sin karriere, herunder Shonan Bellmare.